# Partido Laborista Georgiano
El Partido Laborista Georgiano (en georgiano: საქართველოს ლეიბორისტული პარტია, romanizado: Sakartvelos Leiboristuli Partia o SLP) es un partido político laborista y socialdemócrata de Georgia fundado en agosto de 1995 por Shalva Natelashvili.

## Historia
Desde su inicio, el SLP se convirtió en una fuerza política influyente en el país. Ganó una serie de juicios en los tribunales, que dieron como resultado la legalización de la escuela secundaria gratuita en todo el país, la reducción de la tarifa eléctrica durante tres años y ganó muchas otras batallas legales, lo que mejoró las condiciones sociales de la población georgiana. En relación con esto, el partido ve que se deben resolver muchos problemas para mejorar la situación en el país, incluido el desarrollo de procesos políticos democráticos.
El partido tuvo un desempeño particularmente sólido en las elecciones locales de 1998 y 2002. En 1998, el GLP recibió el 9% de los votos a nivel nacional y terminó en tercer lugar. En la capital, el SLP recibió el 18%, terminando en segundo lugar. El partido logró que su miembro Lado Kajadze fuera elegido presidente de la Asamblea de la Ciudad de Tiflis. Sin embargo, Kajadze fue pronto cooptado por la Unión de Ciudadanos en el poder y abandonó el Partido Laborista.En 1999, el Partido Laborista obtuvo el 7,02 por ciento de los votos en las elecciones parlamentarias. Natelashvili afirmó que las elecciones fueron manipuladas por la Unión de Ciudadanos de Georgia, partido en el poder.
El mayor éxito del Partido Laborista se produjo en las elecciones a la Asamblea de la Ciudad de Tiflis de 2002, en las que el Partido Laborista consiguió la victoria, quedando en primer lugar con el 25,5% de los votos. Según los observadores, fue visto como el "voto de protesta", con Natelashvili atacando todas las facetas de la élite política, tanto el gobierno como otros opositores, y siendo percibido como injustamente excluido por el gobierno del Parlamento durante las elecciones parlamentarias georgianas de 1999. Sin embargo, a pesar de asegurar la victoria, el SLP todavía no tenía suficientes escaños para elegir un presidente de forma independiente, sin el apoyo de otros partidos.
Durante la Revolución de las Rosas en noviembre de 2003, el partido y su líder se opusieron al levantamiento. En 2004, Natelashvili intensificó el curso de oposición fundamental con clichés antisemitas y llamó a la población a la desobediencia civil contra el gobierno. Advirtió sobre una supuesta amenaza a Georgia por parte de "grupos de presión estadounidenses, judíos y armenios" que querían "quitar la cultura, la religión, la fe y la educación" del país. Muchos miembros del partido luego abandonaron el partido.
En 2008, el partido logró el reconocimiento en la TEDH de que el derecho a elecciones libres fue violado por la introducción de nuevas reglas de registro de votantes antes de las elecciones de 2004.
El 1 de octubre de 2012, el partido del multimillonario georgiano Bidzina Ivanishvili, el Sueño Georgiano, tomó el poder y los ataques y la presión sobre el Partido Laborista de Georgia aumentaron. Algunos creen que las repercusiones políticas fueron provocadas por Bidzina Ivanishvili, quien acusó a Natelashvili de tener una alianza clandestina con el expresidente de Georgia, Míjeil Saakashvili.
El nido de votos del partido procede principalmente de votantes mayores.

## Ideología
El partido tiene una orientación socialista; su plataforma hizo hincapié en las garantías sociales, incluida la gratuidad de los servicios públicos y la educación, junto con una mayor intervención estatal para proteger a las pequeñas empresas. En política económica, se opone a la privatización de empresas estratégicamente importantes propiedad del estado georgiano y también defiende que las empresas privatizadas ilegalmentes deben de ser nacionalizadas.
El Partido Laborista nunca se ha unido a ningún otro bloque político o alianza y siempre se postula para el Parlamento de manera independiente. Sin embargo, el SLP actualmente apoya la creación de un gobierno de coalición en Georgia. La piedra angular de la ideología del partido es introducir principios democráticos, restaurar la justicia justa, proteger los derechos humanos y el mercado de libre comercio. En política social, el partido apoya aumentar el papel de la Iglesia Ortodoxa de Georgia en la vida pública y fortalecer y preservar los valores culturales tradicionales. Al mismo tiempo, cree que se deben proteger los derechos de todas las demás minorías religiosas.
En cuanto a la política exterior, el objetivo último del partido es convertirse en un miembro de la Unión Europea, además de fomentar el desarrollo de políticas de vecindad con otros países de la región. EL SLP se opuso al compromiso militar del gobierno de Saakashvili de meter a Georgia en la misión americana de Irak. En 2007, el Partido Laborista de Georgia y el partido satírico alemán Die PARTEI acordaron una alianza de apoyo mutuo. El partido aspira a unirse a la Internacional Socialista y el Partido de los Socialistas Europeos.

## Resultados electorales

### Elecciones parlamentarias
| Elección | Votos   | %     | Representantes | +/–         | Posición | Coalición | Candidato           |
| -------- | ------- | ----- | -------------- | ----------- | -------- | --------- | ------------------- |
| 1999     | 140.595 | 7,02  | 2/235          | Nuevo       | 4.º      |           | Shalva Natelashvili |
| 2003     | 229.900 | 12,04 | 20/235         | 18          | 4.º      |           | Shalva Natelashvili |
| 2004     | 89.981  | 6,01  | 4/150          | 16          | 4.º      |           | Shalva Natelashvili |
| 2008     | 132.092 | 7,44  | 6/150          | 2           | 4.º      |           | Shalva Natelashvili |
| 2012     | 26.759  | 1,24  | 0/150          | 6           | 4.º      |           | Shalva Natelashvili |
| 2016     | 55.208  | 3,14  | 0/150          | Sin cambios | 7.º      |           | Shalva Natelashvili |
| 2020     | 19.314  | 1,00  | 1/150          | 1           | 9.º      |           | Shalva Natelashvili |

### Elecciones presidenciales
| Elección | Votos   | %    | Candidato           | +/–    | Posición |
| -------- | ------- | ---- | ------------------- | ------ | -------- |
| 2008     | 128.589 | 6,49 | Shalva Natelashvili | Nuevo  | 4.º      |
| 2013     | 46.958  | 2,88 | Shalva Natelashvili | 3,61 % | 4.º      |
| 2018     | 59.651  | 3,74 | Shalva Natelashvili | 0,86 % | 4.º      |

### Elecciones locales
| Elección | Votos  | %    | Representantes | +/– | Coalición | Posición |
| -------- | ------ | ---- | -------------- | --- | --------- | -------- |
| 2006     |        | 6,25 |                |     |           |          |
| 2014     | 48.862 | 3,45 | 0/2088         |     |           |          |
| 2017     | 49.130 | 3,27 | 17/2043        | 17  |           | 5.º      |
| 2021     | 24.329 | 1,38 | 3/2068         | 14  |           | 15.º     |